# نیو برمن، اوهایو
نیو برمن (به انگلیسی: New Bremen) یک روستا در ایالات متحده آمریکا است که در شهرستان آگولایز واقع شده‌است. نیو برمن ۵٫۵۷ کیلومتر مربع مساحت و ۲٬۹۷۸ نفر جمعیت دارد و ۲۸۸ متر بالاتر از سطح دریا واقع شده‌است.